# 1431 az irodalomban
Az 1431. év az irodalomban.

## Születések
- 1431 körül – François Villon, a középkor végének legismertebb francia költője († 1463 után)